# Luciano Capitanio
Luciano Capitanio (Venezia, 1934 – Venezia, 19 ottobre 1969) è stato un fumettista italiano, cugino del disegnatore Giorgio Cavazzano.

## Biografia
Esordì negli anni cinquanta disegnando storie a fumetti per le case editrici Edizioni Alpe e Edizioni Bianconi divenendo poi redattore della rivista Piccolo Missionario e ideatore del periodico Vom. Fra gli anni cinquanta e sessanta lavorò anche per altri editori come la Editoriale Dardo e Astro, disegnando serie a fumetti come Sambito Paperito, Riki e Placido, Tarzanetto, Dog e Trigino. Per le Edizioni Araldo ha realizzato una serie di strisce umoristiche, Joe Bretella, pubblicate sulla copertina posteriore della serie Tex. Ha anche illustrato diverse storie con Pepito per l'editore francese Sagédition e per la Arnoldo Mondadori Editore ha disegnato oltre un centinaio di storie con i personaggi della Disney. Nel suo studio collaborarono autori come il cugino Giorgio Cavazzano e Maurizio Amendola.
Morì a Venezia nel 1969, a 35 anni, lasciando la giovane moglie e due figli.